# Sarong

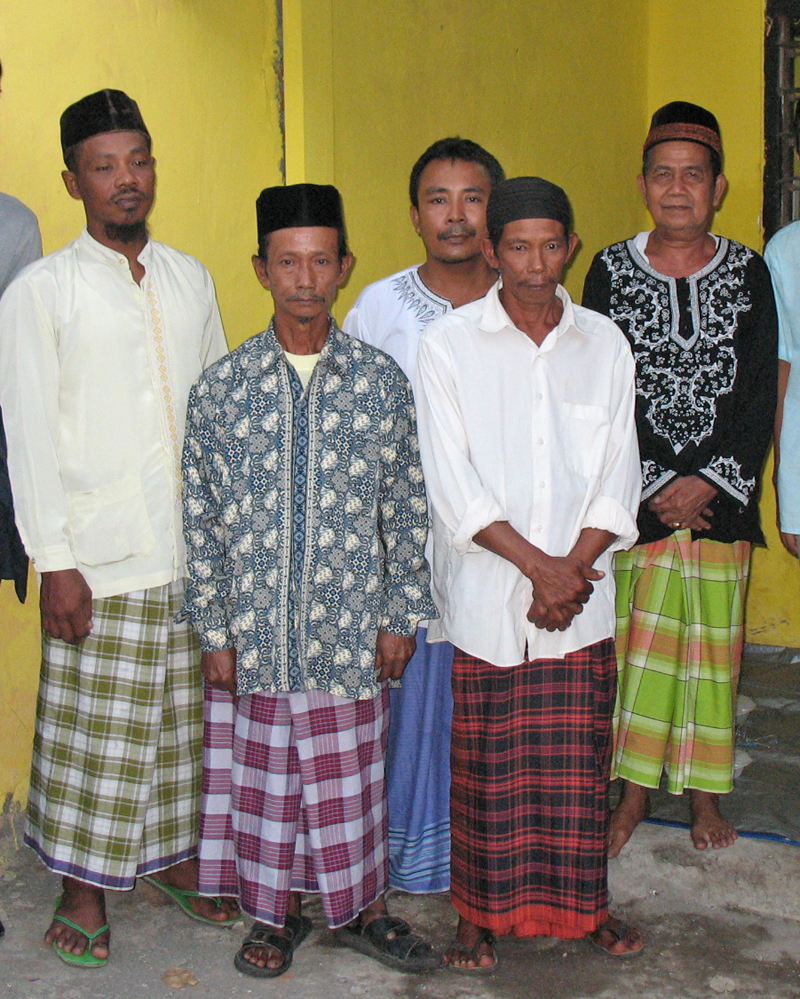
Sarongy, Jáva, Indonésie

Sarong (původ slova je z malajštiny a indonéštiny) je druh oděvu, jehož různé podoby najdeme pod různými názvy ve většině zemí jižní Asie, jihovýchodní Asie, na Arabském poloostrově, na Somálském poloostrově a v Oceánii.
V Malajsii a Indonésii je sarong pruhem látky o velikosti nejčastěji cca 1,2×1,7 metru, jehož kratší strany jsou sešité. Ve zmíněném regionu ho nosí jak muži, tak ženy. Tradičně se u mužů setkáme s kostkovanými vzory. Někdy se tkanina barví pomocí batiky, můžeme se setkat i s ikatem. Často se objevují také výrazně barevné potisky s rozličnými motivy ornamentů květin, ptáků. Toto nosí samozřejmě ženy.
Výhoda sarongu spočívá v jeho jednoduchosti, univerzálním použití a ve skutečnosti, že na rozdíl od kalhot poskytuje komfort i v horkých klimatických podmínkách.